# Tichý Don (film, 1958)
Tichý Don (v ruském originále Тихий Дон, tj. Tichij Don) je sovětský černobílý historický melodramatický třídílný výpravný film režiséra Sergeje Gerasimova natočený podle stejnojmenného románu Michaila Šolochova. První dvě části filmu byly uvedeny do kin v říjnu 1957, závěrečná třetí část v roce 1958. Film vypráví o zapojení Ruska do první světové války, Říjnové revoluci, ruské občanské válce, osudech obyčejných lidí, hroutících se ideálech donských kozáků a osobní tragédii hlavního hrdiny Grigorije Melechova. Hlavního hrdinu Gerasimov popisuje jako vlastně „člověka bez cesty, odsouzeného dějinami“.

## Obsazení
- Petr Glebov jako Grigorij Melechov
- Elina Bystrickaja jako Axiňja
- Zinaida Kirijenko jako Natálije
- Ljudmila Chiťajeva jako Daria Melechova
- Daniil Ilčenko jako Pantěle Melechov
- Nikolaj Smirnov jako Pjotr Melechov
- Boris Novikov jako Miťka Koršunov
- Igor Dmitrijev jako Jevgenij Listnickij
- Vadim Zacharčenko jako Prochor Zykov
- Mikhail Gluzskij jako Jesaul Kalmykov

## Ocenění
V roce 1958 film získal Křišťálový glóbus na Mezinárodním filmovém festivalu v Karlových Varech a ocenění na Všesvazovém kinofestivalu Sovětského svazu.